# Jada Mathyssen-Whyman
Jada Leanne Mathyssen-Whyman (* 24. Oktober 1999 in Wagga Wagga, New South Wales) ist eine australische Fußballtorhüterin.

## Karriere

### Klub
Sie besuchte die Westfields Sports High School und schloss sich dann im Jahr 2013 dem ersten Klub ihrer Karriere an. Beim Macarthur Rams FC war sie dann bis Sommer 2015 aktiv und schloss sich dann zur Saison 2015/16 den Western Sydney Wanderers an. Nach sieben Einsätzen fiel sie durch eine Verletzung aber erst einmal aus und verpasste so einen Großteil der Saison. Seit August 2020 steht sie nun beim Sydney FC unter Vertrag. Wenn gleich auch sie von März bis Oktober 2022 auch für den Sydney Olympic FC eingesetzt wurde.

### Nationalmannschaft
Mit der australischen U20 nahm sie an der Asienmeisterschaft 2015 teil.
Für die A-Nationalmannschaft wurde sie bereits im Jahr 2018 erstmals nominiert. Seitdem gehörte sie immer wieder zur Mannschaft, wurde aber auch noch für kein großes Turnier nominiert und hatte bislang auch noch keinen Einsatz zwischen den Pfosten im Nationaltrikot.